# Dług publiczny
Dług publiczny (zgodnie z definicją ustawową „państwowy dług publiczny”) – obejmuje łączne nominalne zadłużenie podmiotów sektora finansów publicznych, ustalane z pominięciem wzajemnych zobowiązań pomiędzy podmiotami należącymi do tego sektora (skonsolidowane zadłużenie brutto). Zgodnie z ustawą o finansach publicznych państwowy dług publiczny obejmuje zobowiązania zaciągnięte z następujących tytułów:
- wyemitowanych papierów wartościowych opiewających na wierzytelności pieniężne (poza papierami udziałowymi),
- zaciągniętych kredytów i pożyczek,
- przyjętych depozytów,
- wymagalnych zobowiązań (tzn. zobowiązań, których termin płatności minął, a które nie zostały przedawnione lub umorzone),
- wynikających z odrębnych ustaw oraz prawomocnych orzeczeń sądów lub ostatecznych decyzji administracyjnych, uznanych za bezsporne przez właściwą jednostkę sektora finansów publicznych będącą dłużnikiem.

Minister Finansów określa, w drodze rozporządzenia, szczegółowy sposób klasyfikacji tytułów dłużnych zaliczanych do państwowego długu publicznego, w tym rodzaje zobowiązań zaliczanych do tytułów dłużnych, uwzględniając podstawowe kategorie przedmiotowe i podmiotowe zadłużenia oraz okresy zapadalności.
Państwowy dług publiczny (PDP) jest wskaźnikiem zadłużenia sektora finansów publicznych określającym wysokość zobowiązań zaciągniętych przez poszczególne jednostki sektora na rynku finansowym (w tym bankowym). Wskaźnik ten uwzględnia zatem proces konsolidacji, czyli wyeliminowanie wzajemnych zobowiązań w ramach sektora (np. nie uwzględnia się wartości pożyczek udzielonych z budżetu państwa dla samorządów terytorialnych, pożyczek dla FUS, czy skarbowych papierów wartościowych znajdujących się w portfelach jednostek sektora finansów publicznych).

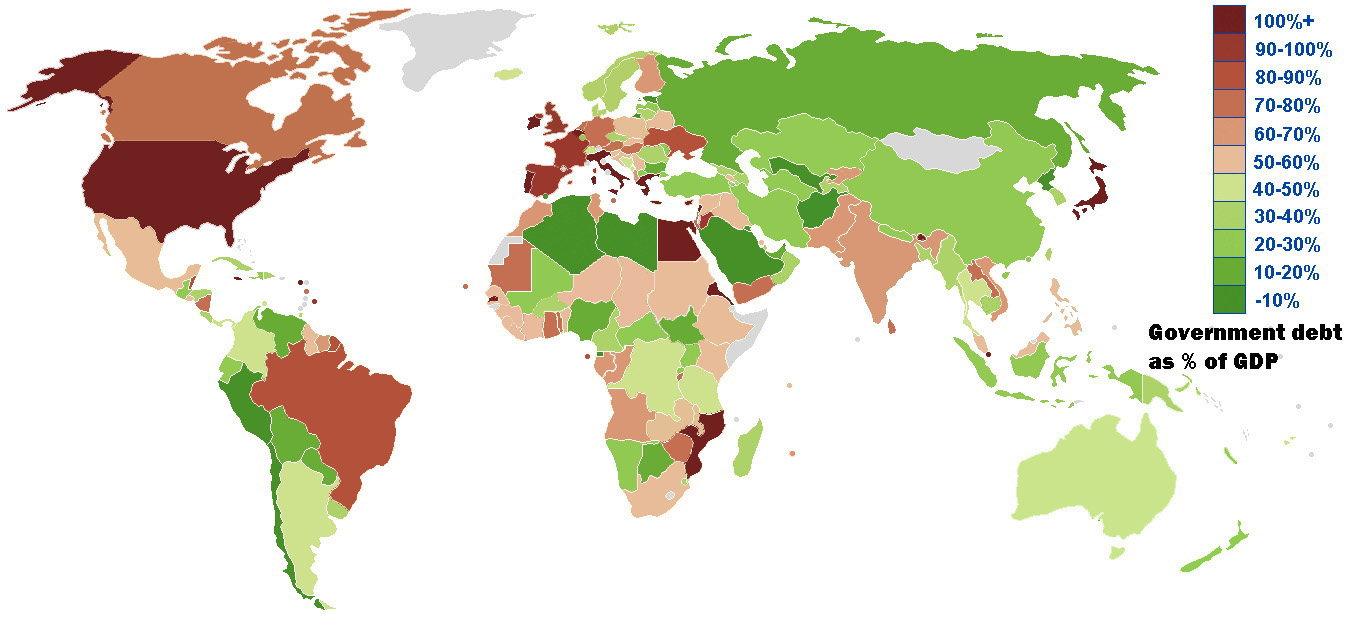
Dług publiczny w relacji do PKB (według MFW, 2012)

## Polityka dotycząca obniżania długu publicznego
Dług publiczny można wyrażać w wartościach nominalnych (kwota łącznych zobowiązań) lub w stosunku do wartości produktu krajowego brutto. Drugi wskaźnik jest jednym z mierników wykorzystywanych w ocenie wiarygodności państwa na arenie międzynarodowej. Dlatego często pod pojęciem obniżania długu publicznego rozumie się obniżenie stosunku długu publicznego do PKB.
Zmiana wysokości stosunku długu do PKB może być prowadzona poprzez narzędzia związane z następującymi kierunkami działania:
- Polityka zwiększania dochodu narodowego – obejmuje działania ukierunkowane na wzrost wartości PKB poprzez wykorzystanie narzędzi polityki fiskalnej stymulujących globalny popyt. Możliwość stosowania tych narzędzi w sytuacji wysokiego długu publicznego jest ograniczona, gdyż zwiększają one wysokość deficytu budżetowego i w efekcie zwiększają wartość długu publicznego. Dlatego w takich okolicznościach stosowane są inne (pozafiskalne) narzędzia polityki gospodarczej jak np. polityka przemysłowa zorientowana na wzrost, zmiany systemu opodatkowania w kierunku promującym aktywność gospodarczą, zmniejszenie poziomu regulacji.
- Polityka zmierzająca do zbilansowania wydatków i wpływów w sektorze finansów publicznych – obejmuje działania związane ze sferami wydatków i przychodów sektora finansów publicznych zmierzające do uzyskania nadwyżki budżetowej lub ograniczenia deficytu budżetowego w instytucjach sektora. Aby osiągnąć ten cel należy obniżyć pierwotne wydatki lub zwiększyć dochody.
  - Polityka dotycząca wydatków. Ograniczanie wydatków jest uważane za długoterminowo korzystną dla gospodarki metodę zmniejszania stosunku zadłużenia do PKB. Jest ona trudna do przeprowadzenia ze względów politycznych (ograniczenie wydatków często uderza w interesy grup społecznych). Dodatkowo niektórzy zwolennicy interwencjonizmu uważają, że może ono doprowadzić do spadku wzrostu gospodarczego i dobrobytu, jeżeli przy mniejszych wydatkach nie uda się utrzymać tego samego poziomu inwestycji i jakości usług publicznych.
  - Polityka dotycząca dochodów. Zwiększanie dochodów zazwyczaj oznacza zwiększenie obciążeń podatkowych lub wprowadzenie odpłatności za usługi publiczne. Inne możliwości wiążą się z reorganizacją i poprawą funkcjonowania aparatu podatkowego w celu ograniczenia uchylania się od opodatkowania, obchodzenia podatków i erozji bazy podatkowej. Pewną rolę może tu odegrać ściślejsza koordynacja międzynarodowa. Zwiększenie ściągalności podatków, bez jednoczesnego ich obniżenia, spowoduje jednak ich realny wzrost w stosunku do PKB i może spowodować spadek wzrostu gospodarczego i dobrobytu, szczególnie jeżeli podatki są na wysokim poziomie.
- Polityka stopy procentowej. Obniżenie realnej stopy procentowej płaconej od długu publicznego może się przyczynić do obniżenia stosunku długu do PKB. Można to osiągnąć na co najmniej dwa sposoby:
  - Obniżenie realnych kosztów długu może być osiągnięte przez odpowiednie dostosowanie warunków dotyczących emisji długu lub poprawę technik emisyjnych i funkcjonowania wtórnego rynku państwowych papierów wartościowych.
  - Bardziej ogólne rozwiązanie służące obniżeniu realnej stopy procentowej dotyczy powiązań ze światowymi rynkami finansowymi. Istnieją tutaj dwie możliwości. Pierwsza polega na obniżeniu mobilności kapitału, aby umożliwić zastosowanie polityki nastawionej na utrzymanie krajowych stóp procentowych poniżej stóp procentowych za granicą bez wywoływania niepożądanego wzrostu kursu walutowego (aprecjacji). Taki efekt dałyby np. wprowadzenie ograniczeń na przepływy kapitału lub nałożenie podatku na kapitał inwestowany za granicą (tzw. kontrole kapitałowe). Druga możliwość to zwiększenie stabilności kursu walutowego i pobudzenie stabilnych oczekiwań w celu obniżenia lub wyeliminowania premii z tytułu deprecjacji kursu walutowego, jakiej domagają się podmioty gospodarcze kupujące zobowiązania denominowane w walucie krajowej.

## Dług publiczny w Polsce

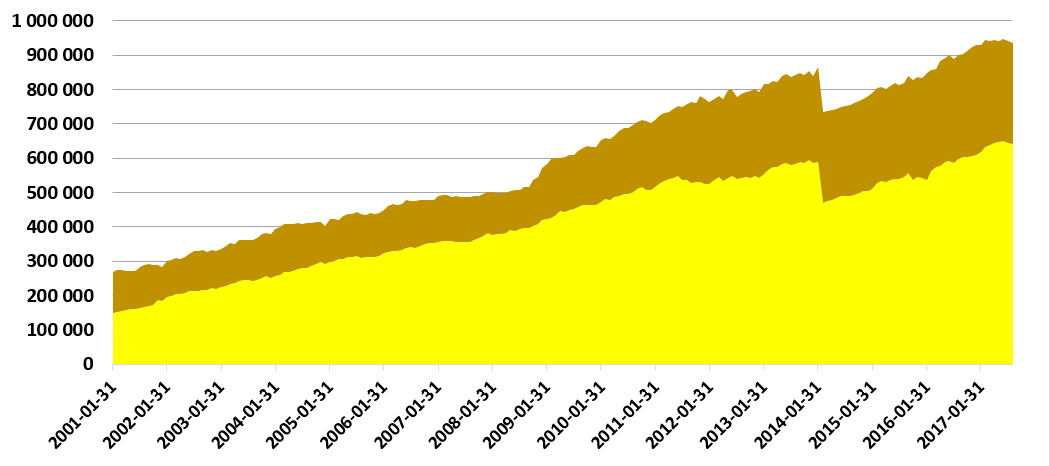
Dług publiczny Polski w okresie: I 2001 – VIII 2017 w mln PLN
dług zagraniczny
dług krajowy

Polski dług publiczny w relacji do PKB w latach 1971–2019

dług zagraniczny
     dług krajowy

### Podstawy prawne dotyczące państwowego długu publicznego

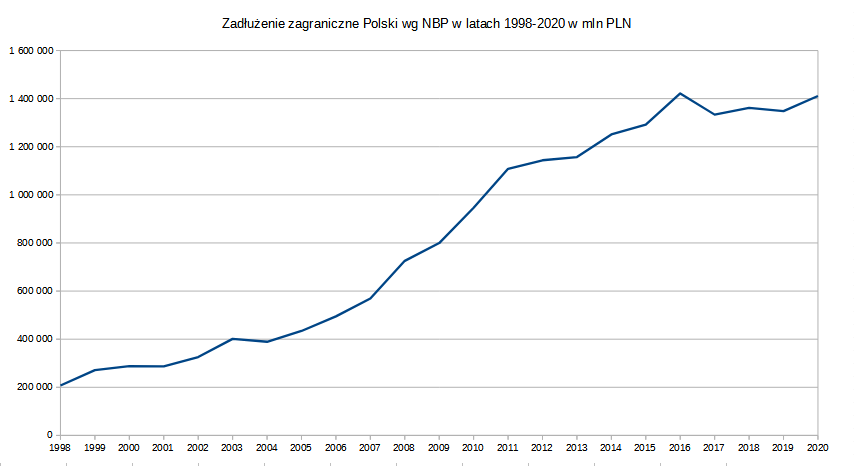
Zadłużenie zagraniczne Polski wg NBP w mln PLN

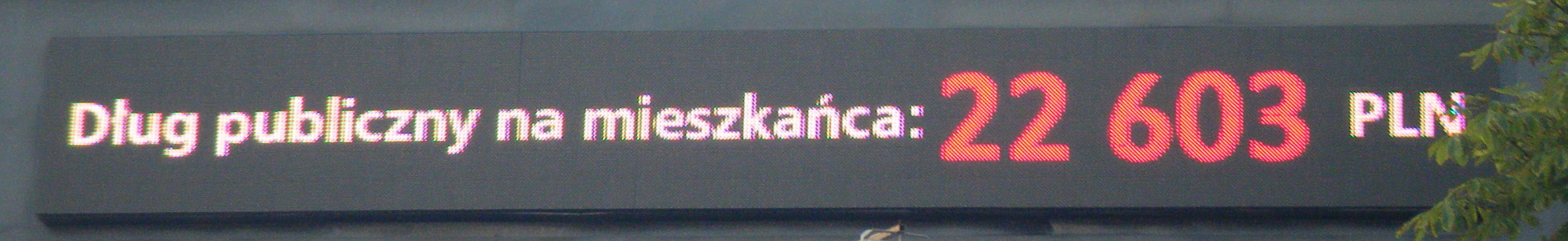
Licznik długu publicznego na rondzie Dmowskiego w Warszawie (stan na dzień 4 sierpnia 2012) – inicjatywa Forum Obywatelskiego Rozwoju

- Konstytucja Rzeczypospolitej Polskiej – rozdział X – Finanse Publiczne. Normuje ona między innymi, iż nie wolno zaciągać pożyczek lub udzielać gwarancji i poręczeń, w następstwie których państwowy dług publiczny przekroczy 3/5 wartości produktu krajowego brutto. Konstytucja przyznaje wyłączne prawo inicjatywy ustawodawczej Radzie Ministrów w zakresie: ustawy budżetowej, ustawy o prowizorium budżetowym, zmiany ustawy budżetowej, ustawy regulującej zaciąganie długu publicznego oraz ustawy o udzielaniu poręczeń i gwarancji finansowych przez państwo. Ponadto Konstytucja RP wprowadziła zakaz finansowania deficytu budżetu państwa poprzez zaciąganie zobowiązań w banku centralnym;
- Ustawa z dnia 27 sierpnia 2009 r. o finansach publicznych. Ustawa ta jest zasadniczym aktem prawnym w zakresie finansów publicznych zawierającym, między innymi, kompleksowe regulacje dotyczące państwowego długu publicznego. Wprowadza niezbędne definicje, określa ogólne zasady zaciągania długu, emisji papierów wartościowych i zarządzania długiem Skarbu Państwa, a także procedury ostrożnościowe i sanacyjne;
- Akty wykonawcze do ustawy o finansach publicznych (rozporządzenia) regulujące szczegółowo niektóre kwestie, w tym: podział tytułów dłużnych zaliczanych do państwowego długu publicznego oraz zasady obliczania wartości nominalnej długu.

### Obliczanie wielkości długu publicznego
Państwowy dług publiczny jest liczony według wartości nominalnej.
- Wartość wyemitowanych papierów wartościowych oblicza się według ich wartości nominalnej, rozumianej jako:
  - kwota świadczenia głównego z tytułu wyemitowanych papierów wartościowych, należna do zapłaty w dniu ich wykupu,
  - kwota świadczenia głównego z tytułu wyemitowanych papierów wartościowych, w których zobowiązania finansowe są indeksowane lub kapitalizowane z uwzględnieniem przyrostu kapitału, wynikającego ze sposobu indeksacji lub kapitalizacji danego papieru wartościowego, naliczona na koniec okresu sprawozdawczego.
- Wartość zaciągniętych kredytów i pożyczek oblicza się według wartości nominalnej, rozumianej jako kwota świadczenia głównego z tytułu zaciągniętej pożyczki lub kredytu, należna do zapłaty w dniu wymagalności zobowiązania.
- Wartość przyjętych depozytów oblicza się jako kwotę depozytu, jaką dłużnicy zgodnie z zawartą umową są zobowiązani zapłacić wierzycielom w terminie, w którym następuje likwidacja depozytu; jest to wartość, od której nalicza się oprocentowanie.
- Wartość wymagalnych zobowiązań, z wyłączeniem zobowiązań z tytułu gwarancji i poręczeń, obejmuje kwotę zobowiązań, z wyłączeniem odsetek, których termin płatności minął, a nie są przedawnione ani umorzone.
- Wartość nominalna zobowiązań indeksowanych lub kapitalizowanych (np. obligacje lub kredyty ze skapitalizowanymi odsetkami) odpowiada kwocie świadczenia głównego z uwzględnieniem przyrostu kapitału, wynikającego z mechanizmów indeksacji lub kapitalizacji, naliczonego na koniec okresu sprawozdawczego.

Zgodnie z art. 38a ustawy o finansach publicznych, dług wyrażony w walutach obcych przelicza się na walutę krajową z zastosowaniem średniej arytmetycznej średnich kursów każdej z walut obcych ogłaszanych przez Narodowy Bank Polski i obowiązujących w dni robocze danego roku budżetowego.

### Wysokość długu publicznego w Polsce
|      | dług publiczny             | % PKB | uwagi |
| ---- | -------------------------- | ----- | --- |
| 1920 | 272 mln $                  |       | |
| 1929 | 900 mln $                  |       | |
| 1948 | 380 mln $                  |       | |
| 1955 | 720 mln $                  |       | |
| 1963 | 1,5 mld $                  |       | |
| 1971 | 1,3 mld $ +? RBT           | 4,2%  | |
| 1972 | 1,7 mld $ +? RBT           | 5,6%  | |
| 1973 | 3,1 mld $ +? RBT           | 9,1%  | |
| 1974 | 5,3 mld $ +? RBT           | 13%   | |
| 1975 | 8,4 mld $ +? RBT           | 19%   | |
| 1976 | 12,1 mld $ +? RBT          | 25%   | |
| 1977 | 15,4 mld $ +? RBT          | 29%   | |
| 1978 | 18,5 mld $ +? RBT          | 31%   | |
| 1979 | 21,9 mld $ +? RBT          | 29%   | |
| 1980 | 24,13 mld $ + 1,45 mld RBT | 42%   | Koszt obsługi zadłużenia przekroczył wpływy z eksportu                                                     |
| 1981 | 25,95 mld $ + 3,13 mld RBT | 47%   | Rząd gen. Jaruzelskiego poinformował Klub Paryski o wstrzymaniu spłat długu z powodu niewypłacalności PRL. |
| 1982 | 26,44 mld $ + 3,75 mld RBT | 40%   | |
| 1983 | 26,4 mld $ + 3,84 mld RBT  | 34%   | |
| 1984 | 26,8 mld $ + 4,83 mld RBT  | 35%   | |
| 1985 | 29,3 mld $ + 5,63 mld RBT  | 41%   | |
| 1986 | 33,53 mld $ + 6,48 mld RBT | 45%   | |
| 1987 | 39,21 mld $ + 6,58 mld RBT | 61%   | |
| 1988 | 39,21 mld $ + 6,58 mld RBT | 56%   | |
| 1989 | 41,4 mld $ + 5,82 mld RBT  | 65%   | |
| 1990 | 48,50 mld $ + 5,08 mld RBT | 92%   | |
| 1991 | 65,8 mld zł +? mld RBT     | 77%   | I etap redukcji zobowiązań wobec Klubu Paryskiego                                                          |
| 1992 | 99,6 mld zł +? mld RBT     | 80%   | |
| 1993 | 138 mld zł +? mld RBT      | 81%   | |
| 1994 | 152 mld zł +? mld RBT      | 65%   | II etap redukcji zobowiązań wobec Klubu Paryskiego                                                         |
| 1995 | 167,2 mld zł +? mld RBT    | 48%   | |
| 1996 | 185,6 mld zł               | 42%   | Kompensacja wzajemnych zobowiązań wobec krajów RWPG                                                        |
| 1997 | 221,7 mld zł               | 42%   | |
| 1998 | 237,4 mld zł               | 38%   | |
| 1999 | 237,4 mld zł               | 39%   | |
| 2000 | 280,3 mld zł               | 37%   | |
| 2001 | 302,1 mld zł               | 37%   | |
| 2002 | 352,4 mld zł               | 42%   | |
| 2003 | 408,3 mld zł               | 47%   | |
| 2004 | 431,4 mld zł               | 45%   | |
| 2005 | 466,6 mld zł               | 47%   | |
| 2006 | 506,3 mld zł               | 47%   | |
| 2007 | 527,4 mld zł               | 44%   | |
| 2008 | 569,9 mld zł               | 47%   | |
| 2009 | 631,5 mld zł               | 50%   | Polska zakończyła spłacanie pochodzącego z lat 70. zadłużenia wobec Klubu Paryskiego                       |
| 2010 | 701,8 mld zł               | 54%   | |
| 2011 | 771,1 mld zł               | 55%   | |
| 2012 | 793,9 mld zł               | 54%   | |
| 2013 | 838,1 mld zł               | 57%   | Uchylenie I progu ostrożnościowego                                                                         |
| 2014 | 780,0 mld zł               | 51%   | Przeniesienie części obligacyjnej OFE do ZUS i umorzenie obligacji wartych ok. 150 mld zł                  |
| 2015 | 834,5 mld zł               | 51%   | |
| 2016 | 965,2 mld zł               | 54%   | |
| 2017 | 928,2 mld zł               | 50%   | |
| 2018 | 954 mld zł                 | 48%   | |
| 2019 | 973 mld zł                 | 45%   | |
| 2020 | 1097,5 mld zł              | 57%   | |
| 2021 | 1138 mld zł                | 53%   | |
| 2022 | 1238 mld zł                | 49%   | |
| 2023 | 1346 mld zł                | 50%   | |
| 2024 | 1629 mld zł                | 55%   | |

W 2011 roku decyzją Komisji Europejskiej państwa członkowskie zostały zobowiązane do raportowania wysokości długu i deficytu publicznego według ujednoliconej metody obliczania, co miało na celu ograniczenie wpływu rozmaitych zabiegów fiskalnych stosowanych w celu jego ukrycia. Według tej metody dług publiczny Polski wynosił w 2014 roku 50,4% PKB, zaś deficyt – 3,3% PKB. W 2014 r. dług publiczny został sztucznie zmniejszony poprzez przeksięgowanie pieniędzy zgromadzonych na kontach Otwartych Funduszy Emerytalnych (150 mld zł).
Część organizacji pozarządowych prowadzi niezależne badania długu publicznego w Polsce. Forum Obywatelskiego Rozwoju opracowuje licznik długu publicznego, w którym prezentuje również dane o tzw. długu ukrytym (uwzględniającym m.in. przyszłe zobowiązania emerytalne). Według danych z 15 listopada 2015 wartość długu publicznego w Polsce przekroczyła 1090 mld zł, czyli 60,7% PKB, a wartość długu ukrytego 3045 mld zł, czyli 174% PKB. 10 stycznia 2017 dług publiczny przekroczył 1 000 000 000 000 (bilion) złotych. Wraz z długiem ukrytym jest on trzykrotnie wyższy.

## Dług publiczny Stanów Zjednoczonych

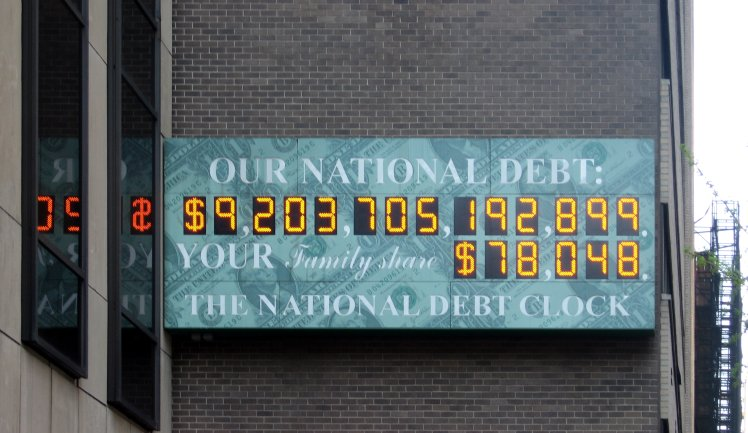
Tablica w Nowym Jorku wyświetlająca wielkość długu publicznego Stanów Zjednoczonych

Na początku XXI wieku, gdy pod koniec prezydentury Billa Clintona Stany Zjednoczone notowały coroczne nadwyżki budżetowe, według części prognoz zarysowała się perspektywa spłacenia w tym kraju całego długu publicznego do 2012 r., po raz pierwszy od połowy XIX wieku. Raport ekonomiczny stworzony dla zbadania tej sytuacji rozważał wstępnie możliwe zagrożenia gospodarcze płynące m.in. ze zniknięcia sygnalizacyjnej roli publicznych instrumentów dłużnych. Ze względu na wybuch wojen, obniżki podatkowe oraz recesje ekonomiczne jakie potem nastąpiły, perspektywa nie zrealizowała się.

## Efekty ekonomiczne
Efekty ekonomiczne długu publicznego nie są jednoznacznie ustalone i opierają się głównie na badaniach korelacyjnych. Istnieją przesłanki, że wysokie zadłużenie (powyżej ok. 90% PKB) spowalnia wzrost gospodarczy. Poniżej tego poziomu dług może być korzystny dla gospodarki i dążenie do jego pełnego spłacenia jest niepożądane. Istotniejsze od samego poziomu długu są dla gospodarki szybkość i kierunek jego zmian oraz cel wydatków publicznych.
W 2010 r. w trakcie kryzysu finansowego opublikowano głośną analizę Growth in a Time of Debt, mającą opierać się na danych makroekonomicznych z 44 państw z okresu około dwustu lat. Jej wyniki wskazywały, że dług publiczny poniżej pewnego poziomu – około 90% PKB w krajach rozwiniętych i ok. 60% w krajach rozwijających się – nie koreluje w znaczącym stopniu ze spowolnieniem wzrostu gospodarczego. Ponad tym poziomem dług miał mieć istotnie negatywne efekty dla zwolnionego o ponad 1% wzrostu PKB. Na rynkach rozwijających się, poziom długu koreluje ponadto znacząco ze wzrostem inflacji. Publikacja ta była wykorzystana dla uzasadniania polityki zaciskania pasa i redukcji długu (austerity) w czasie kryzysu. Student Uniwersytetu Massachusetts-Amherst, w trakcie ćwiczeń dot. replikacji badań naukowych, zwrócił jednak uwagę, że uzyskuje inne od autorów wyniki w próbach odtworzenia analizy. Ustalił, że autorzy m.in. pominęli część komórek arkusza kalkulacyjnego w obliczeniach. W 2013 opublikowano metodologiczną krytykę pracy. Po korekcie obliczeń, negatywna korelacja między kondycją gospodarek a wysokim długiem okazała się nadal obecna w średnich wynikach, lecz jako znacząco mniejsze i nie tak systematyczne zjawisko – mniej ważne od wielu innych czynników ekonomicznych. Wyniki dalszych badań wykorzystujących tę samą bazę danych zgromadzoną przez autorów Growth in a Time of Debt są podzielone: istnienie progu oraz w relacji pomiędzy długiem publicznym a PKB oraz jego poziom są wrażliwe na wybór metody badawczej (wyboru średniej ważonej lub nieważonej, estymatora, drobne zmiany w próbie badawczej itp.). Ponadto pozostaje nierozstrzygnięte, jak wygląda kierunek przyczynowości w tej relacji – w jakim stopniu powolny wzrost przyczynia się do zwiększenia zadłużenia, a w jakim jest na odwrót.
Analiza robocza Europejskiego Banku Centralnego z 2010 obejmująca gospodarki 12 krajów dzisiejszej strefy Euro w okresie około 40 lat również znajduje w danych nieliniową korelację długu publicznego ze wzrostem ekonomicznym. Dług publiczny może być pozytywnie związany ze wzrostem poniżej maksimum ok. 90–100% (z dolną granicą przedziału ufności sięgającą 70–80%). Powyżej tego maksimum koreluje ze spowolnieniem wzrostu. W analizie tej również nie próbowano rozstrzygać, jakie są kierunek i mechanizmy przyczynowe tego związku.
Analiza robocza Międzynarodowego Funduszu Walutowego z 2015 łącząca dynamiczne modele stochastyczne z danymi z 40 krajów z okresu 1965–2010 i kontrolująca szeroki zakres czynników makroekonomicznych nie znajduje uniwersalnego maksimum, po którym dług publiczny ma negatywne efekty. Wykazuje ona za to negatywny związek nie absolutnej wartości, lecz tempa przyrostu długu ze wzrostem gospodarczym. Autorzy zwracają uwagę, że kraje o wysokim zadłużeniu publicznym mogą notować szybki wzrost gospodarczy, jeśli trajektoria tego zadłużenia jest spadkowa. Nie podejmują oni wprost tematu przyczynowości. Inna publikacja robocza MFW z 2015 sugeruje, że redukcja długu, który nie jest fiskalnie obciążający, nie jest opłacalna i pożądana. Analiza z 2017 poświęcona polityce zaciskania pasa (austerity) w czasie recesji sugeruje, że próby redukcji długu w okresie spowolnień gospodarczych są szczególnie niekorzystne.
Czynniki, które mogą decydować o tym, jak dług publiczny wpływa na wzrost gospodarczy, to m.in. moment cyklu koniunkturalnego lub skala efektu wypychania na rynku. Finansowanie nieregularnych wydatków z deficytu budżetowego pozwala rozłożyć ich koszt w czasie bez potrzeby gwałtownych zmian systemu podatkowego, dzięki czemu deficyt spełnia rolę automatycznego stabilizatora.